# Cesta punta

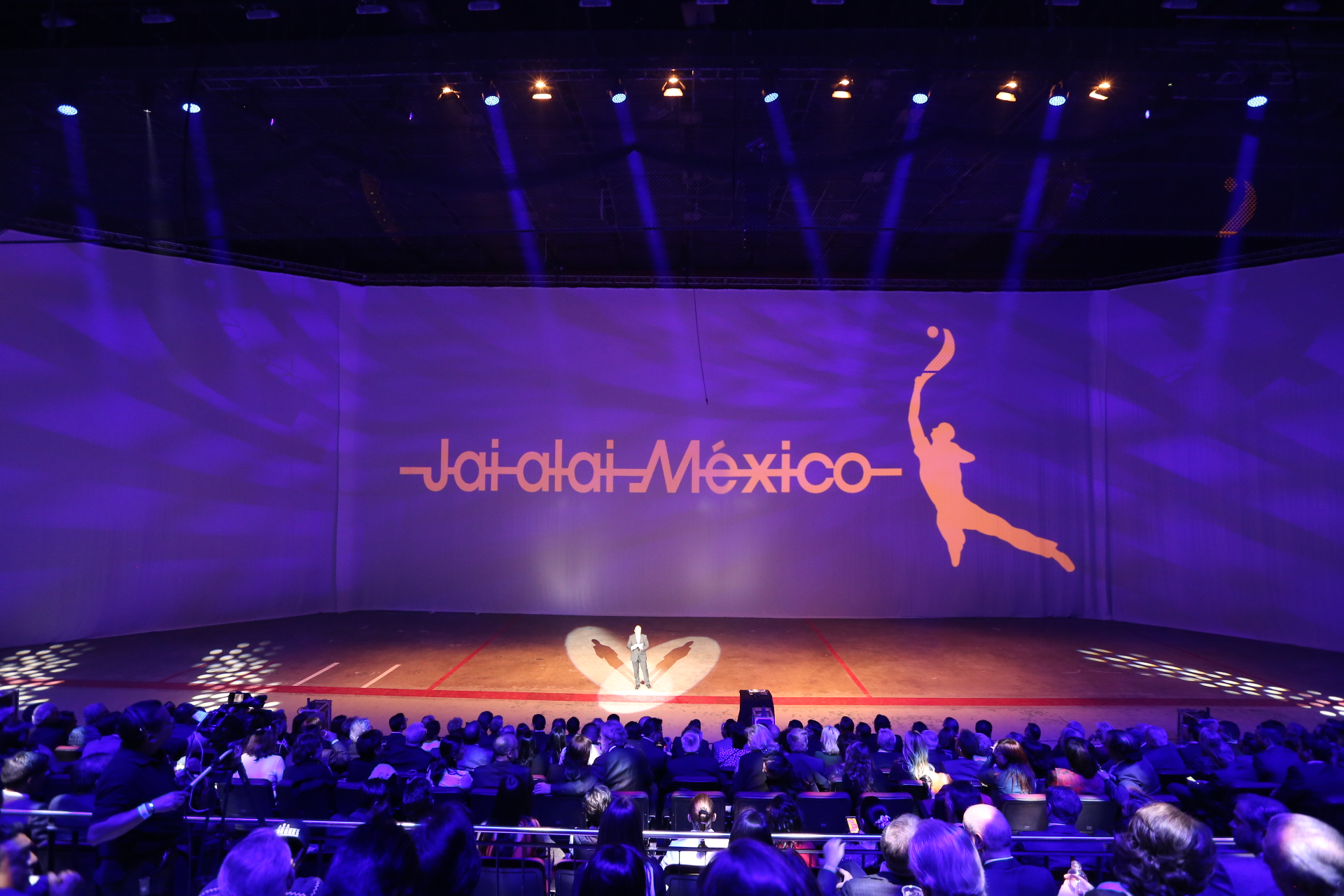
Jai alai México

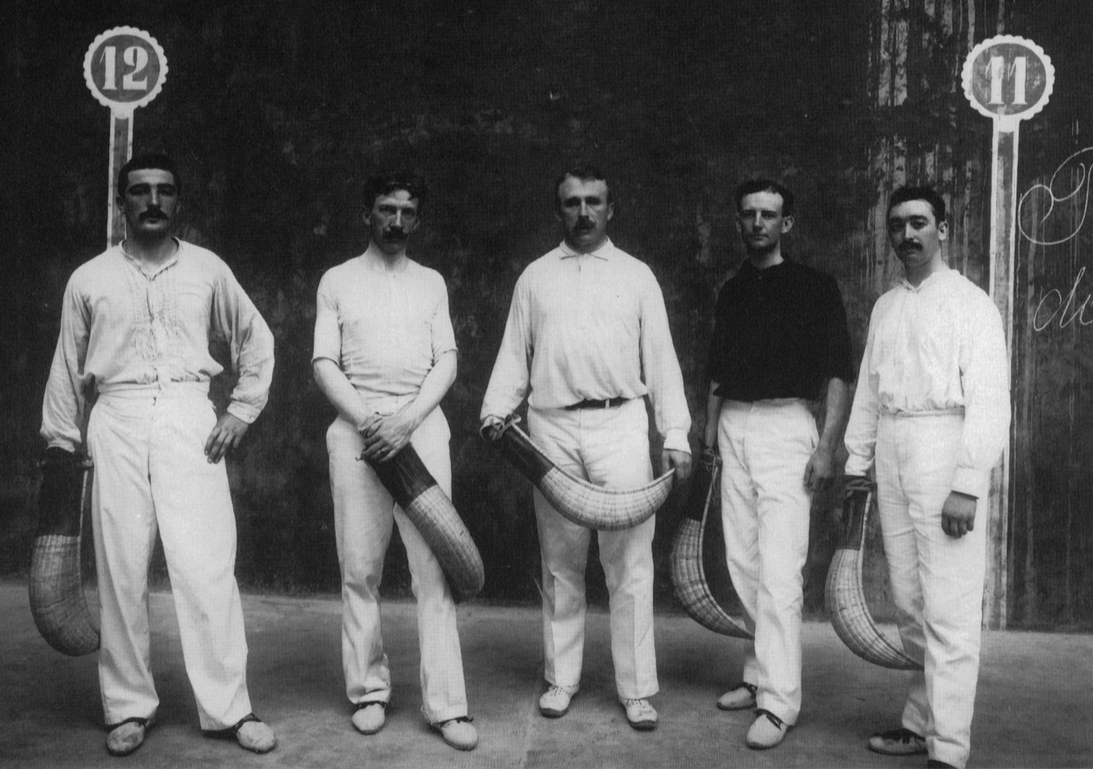
Corte Habana Jai Alai por Charles Edward Doty

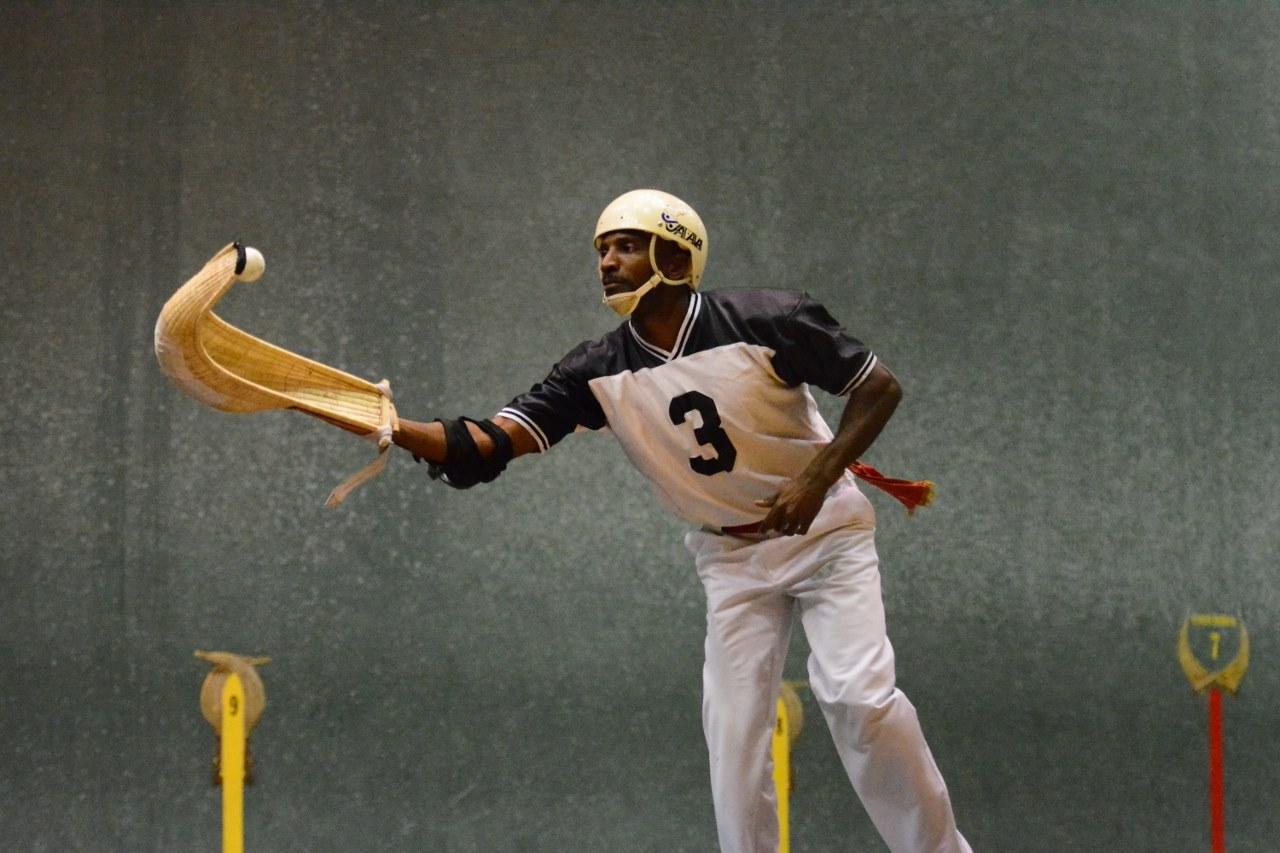
León Shepard "TEVÍN". Jai Alai de Miami

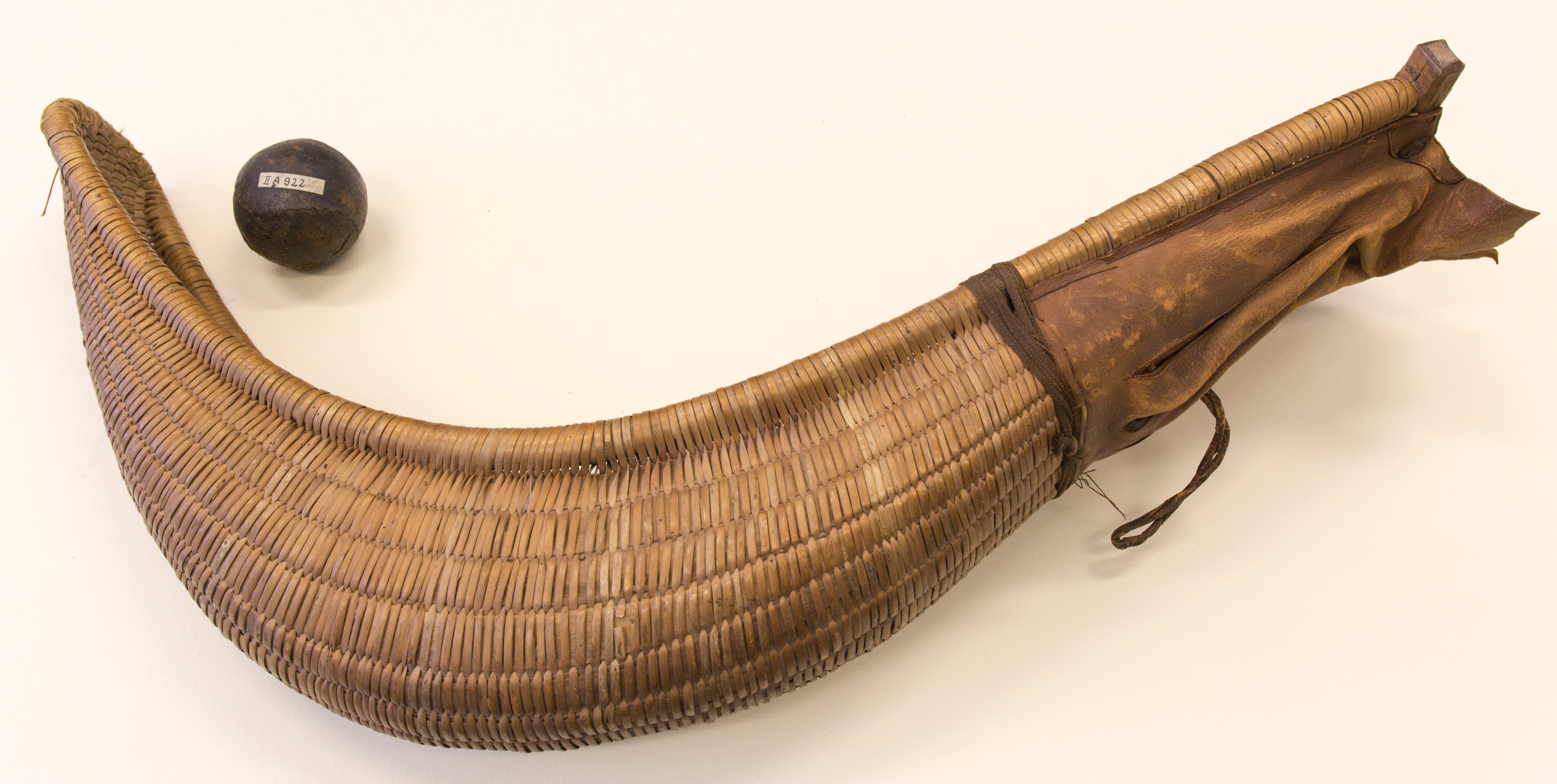
Cesta punta

La cesta punta es un deporte de origen vasco. El nombre proviene del euskera zesta-punta, 'punta de cesta'. También se le denomina jai alai ("fiesta alegre" en euskera).
Se trata una modalidad de pelota vasca que se practica con una cesta de mimbre. En la cesta-punta, se coge la pelota con la cesta, se toma impulso y se lanza hacia el frontón. En esta modalidad la cesta empleada tiene un peso que oscila entre 200 y 600 g, siendo su longitud entre 62 cm para los delanteros y 68 cm los zagueros (si se tiene en cuenta la curvatura de las líneas, estas dimensiones oscilan entre 90 y 110 cm) y, la profundidad de la cavidad de la cesta de 15 cm. La cesta se fabrica con madera de castaño, tejida de mimbre, no obstante en la actualidad se utilizan materiales sintéticos. La forma de la cesta curva, cóncava, alargada y estrecha, es al parecer una modificación de la antigua chistera. Encaja en la mano a modo de guante (atándola con una cuerda) y va provista de una bolsa que ayuda a retener la pelota.  
Deporte de origen vasco, jugado en frontones, generalmente entre 54 a 60 m. La principal característica de la cesta es la de lanzar la pelota con mayor fuerza y eficacia después de recogerla y dejarla deslizar hasta su extremo, desde donde saldrá despedida contra el frontón, intentando hacer "tanto" para conseguir el mayor número de puntos.
La modalidad habitual es el juego por parejas, siendo los países más sobresalientes Francia, España, México, Filipinas y Estados Unidos (sobre todo en Florida).
Los profesionales desarrollan sus temporadas, mayormente, en México y en los Estados Unidos, menos la temporada estival, que se celebra en el País Vasco y Francia, con un circuito profesional de nombre Jai Alai World Tour.

## Cesta punta en los Mundiales de Pelota Vasca
| N.º  | Año  | Sede                    | Oro     | Plata          | Bronce         | Campeones                         |
| I    | 1952 | San Sebastián · España  | España  | México         |                | M. Balet - J. Balet               |
| II   | 1955 | Montevideo · Uruguay    | México  | España         |                | R. Montes - A. López              |
| III  | 1958 | Biarritz Francia        | México  | España         |                | Azcue - José Hamui                |
| IV   | 1962 | Pamplona · España       | México  | España         |                | Adrián Zubikarai - José Hamui     |
| V    | 1966 | Montevideo · Uruguay    | México  | España         |                | Adrián Zubikarai - José Hamui     |
| VI   | 1970 | San Sebastián · España  | Francia | España         | México         | Camy - Fourneau                   |
| VII  | 1974 | Montevideo · Uruguay    | Francia | México         | España         | J. Abeberry - J. Irazoqui         |
| VIII | 1978 | Biarritz Francia        | España  | México         | Francia        | Izco - Abadía                     |
| IX   | 1982 | México · México         | Francia | Estados Unidos | España         | D. Michelena - J. Inchauspe       |
| X    | 1986 | Vitoria · España        | Francia | España         | Estados Unidos | Etxeverria - Jaime Eza            |
| XI   | 1990 | Cuba · Cuba             | España  | Francia        | México         | A. Compañón - Mugartegui          |
| XII  | 1994 | San Juan de Luz Francia | España  | México         | Francia        | Lander - Osa                      |
| XIII | 1998 | México · México         | Francia | México         | España         | L. Garcia - E. Irastorza          |
| XIV  | 2002 | Pamplona · España       | Francia | España         | México         | García - Inza                     |
| XV   | 2006 | México · México         | Francia | España         | México         | García - Inza                     |
| XVI  | 2010 | Pau Francia             | Francia | México         | España         | Tambourindeguy - Etcheto          |
| XVII | 2014 | Toluca · México         | España  | Francia        | México         | Pablo Lopez Polite-Yolanda Polite |

### Medallero histórico
| Núm. | País           | Oro | Plata | Bronce | Total |
| ---- | -------------- | --- | ----- | ------ | ----- |
| 1    | Francia        | 8   | 2     | 2      | 12    |
| 2    | España         | 5   | 8     | 4      | 17    |
| 3    | México         | 4   | 6     | 5      | 15    |
| 4    | Estados Unidos | 0   | 1     | 1      | 2     |
|      | Total          | 17  | 17    | 12     | 46    |

## Cesta punta en los Juegos Olímpicos
| N.º | Año                          | Sede               | Oro    | Plata   | Bronce | Campeones                            |
| I   | 1900                         | París Francia      | España | Francia |        | José de Amézola y Francisco Villota  |
| II  | 1924 (deporte de exhibición) | París Francia      | España | Francia |        | Sagrana, Garate, Santamaría          |
| III | 1968 (deporte de exhibición) | México DF · México | España | Francia | México | Hnos. Mirapeix, Beascoechea y Arrien |
| IV  | 1992 (deporte de exhibición) | Barcelona · España | España | Francia | México | Konpa, Atain, Celaya y Oianguren     |

### Medallero histórico
| Núm. | País    | Oro | Plata | Bronce | Total |
| ---- | ------- | --- | ----- | ------ | ----- |
| 1    | España  | 4   | 0     | 0      | 4     |
| 2    | Francia | 0   | 4     | 0      | 4     |
| 3    | México  | 0   | 0     | 2      | 2     |
|      | Total   | 4   | 4     | 2      | 10    |